# Taxis de New York

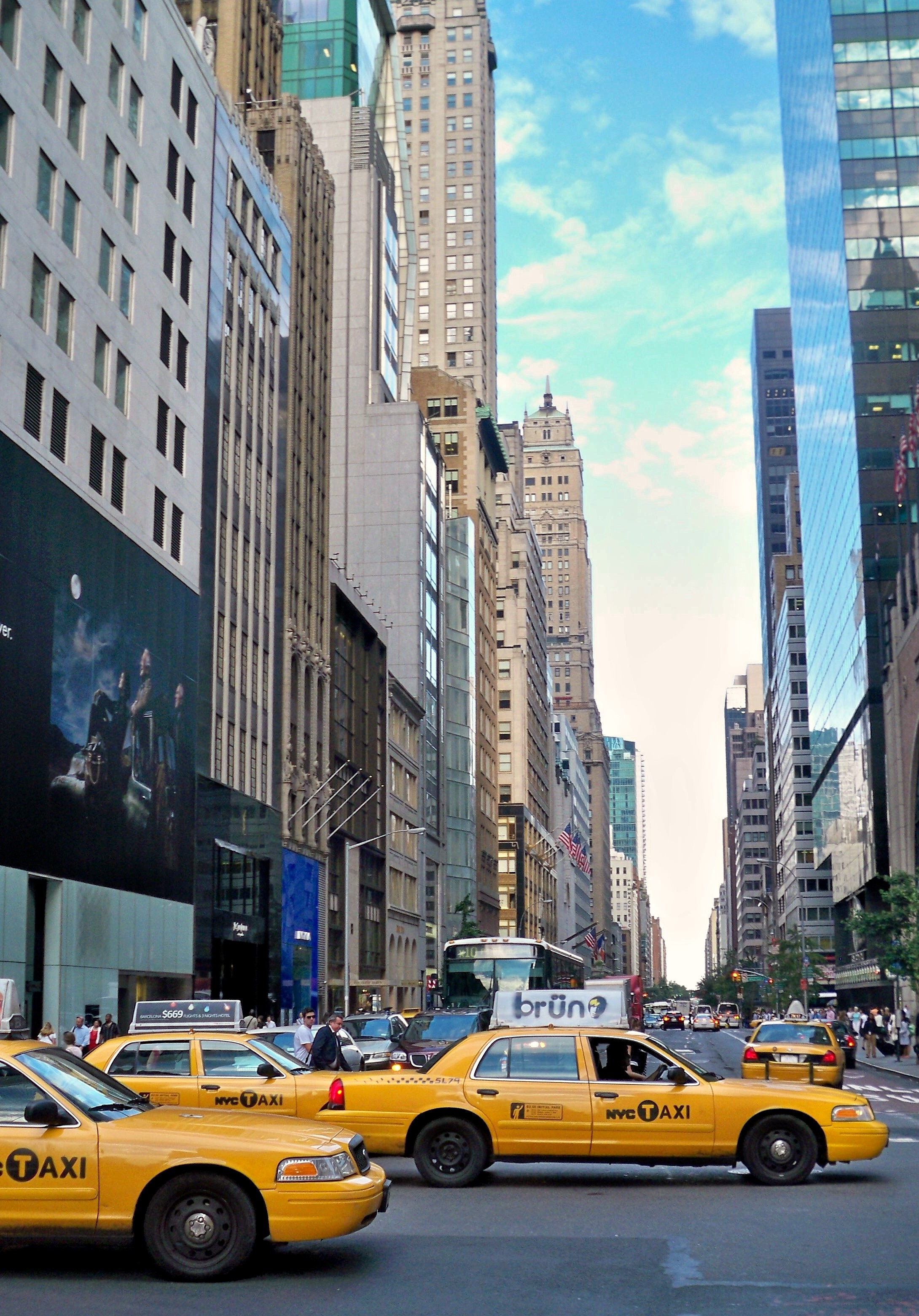
Taxis à New York pendant l'heure de pointe dans le Midtown de Manhattan en juillet 2009.

Les taxis de New York, avec leur carrosserie jaune distinctive, sont une icône largement reconnue de la ville de New York.

## Exploitation

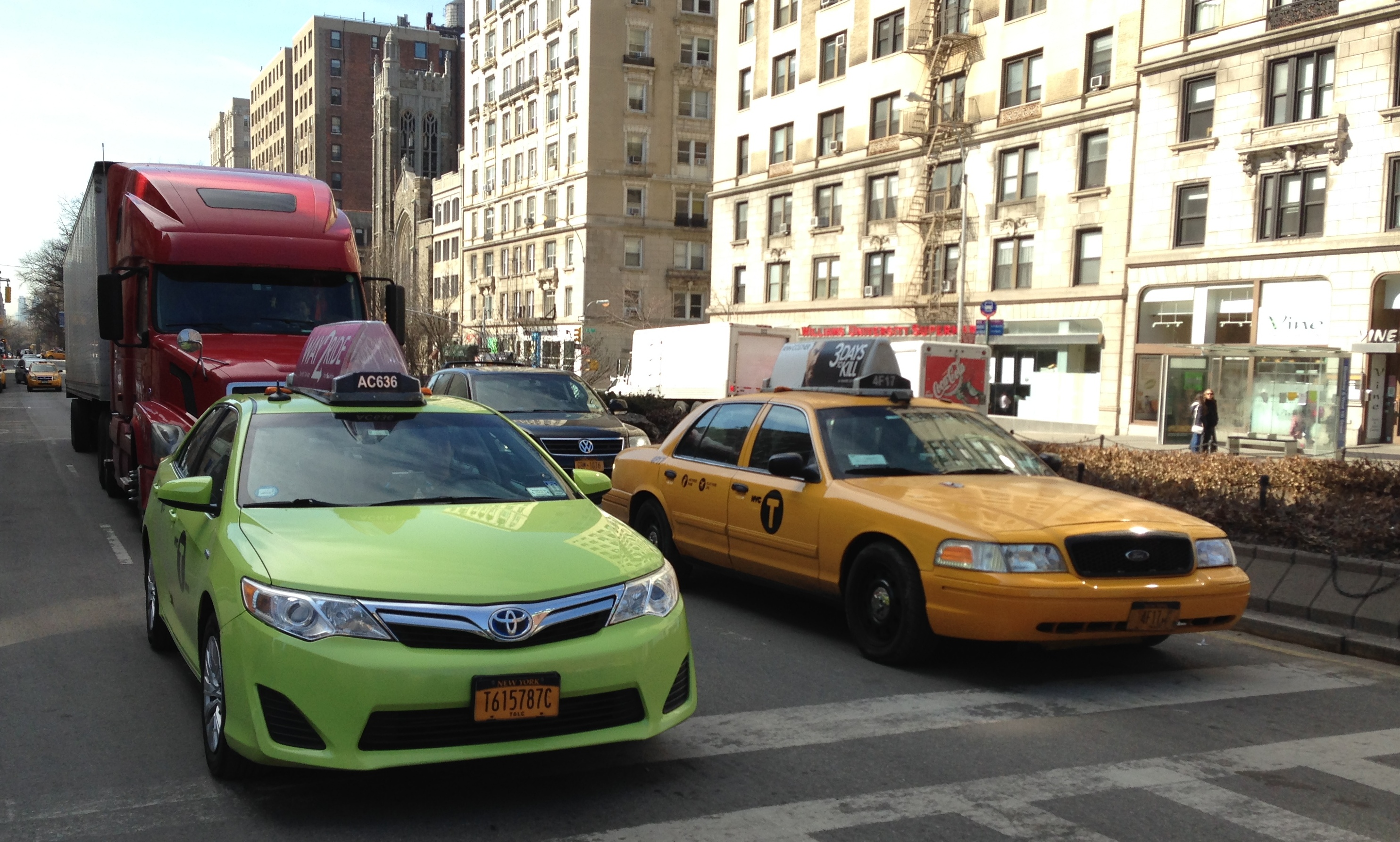
Un Boro taxi (gauche) et un taxi jaune Medallion (à droite).

Les 13 437 taxis new-yorkais sont exploités par des sociétés privées, agréées par la New York City Taxi and Limousine Commission (en) ("Commission des taxis et limousines de New York"), un organisme municipal. Cette commission supervise également plus de 40 000 autres véhicules avec chauffeur, dont les « black cars » (services de limousines de type « VTC » souvent à l'usage des cadres des grandes corporations), les services de navettes vers les banlieues ou les aéroports par vans, et les services de transport de malades hors urgences (ambulances et taxis conventionnés).
Les « Medallion taxis » (ou plus familièrement « yellow cabs », c'est-à-dire « taxis jaunes »), sont les seuls véhicules autorisés à prendre des passagers les hélant dans la rue à Manhattan.
Depuis 2012, d'autres taxis, cette fois de couleur vert pomme, les Boro taxi (en) ou « Boro cabs », opèrent dans New York ; mais ils ne peuvent prendre de clients que dans quatre arrondissements (boroughs) de la ville - Bronx, Brooklyn, Queens  et Staten Island - sauf dans les aéroports, ainsi qu'au nord de Manhattan, au-delà de la 96e rue Est et de la 110e rue Ouest, et ce par souci de rééqulibrage afin que ces quartiers moins centraux disposent de davantage de taxis.

## Historique

### Fin des années 1890 - L'ère électrique

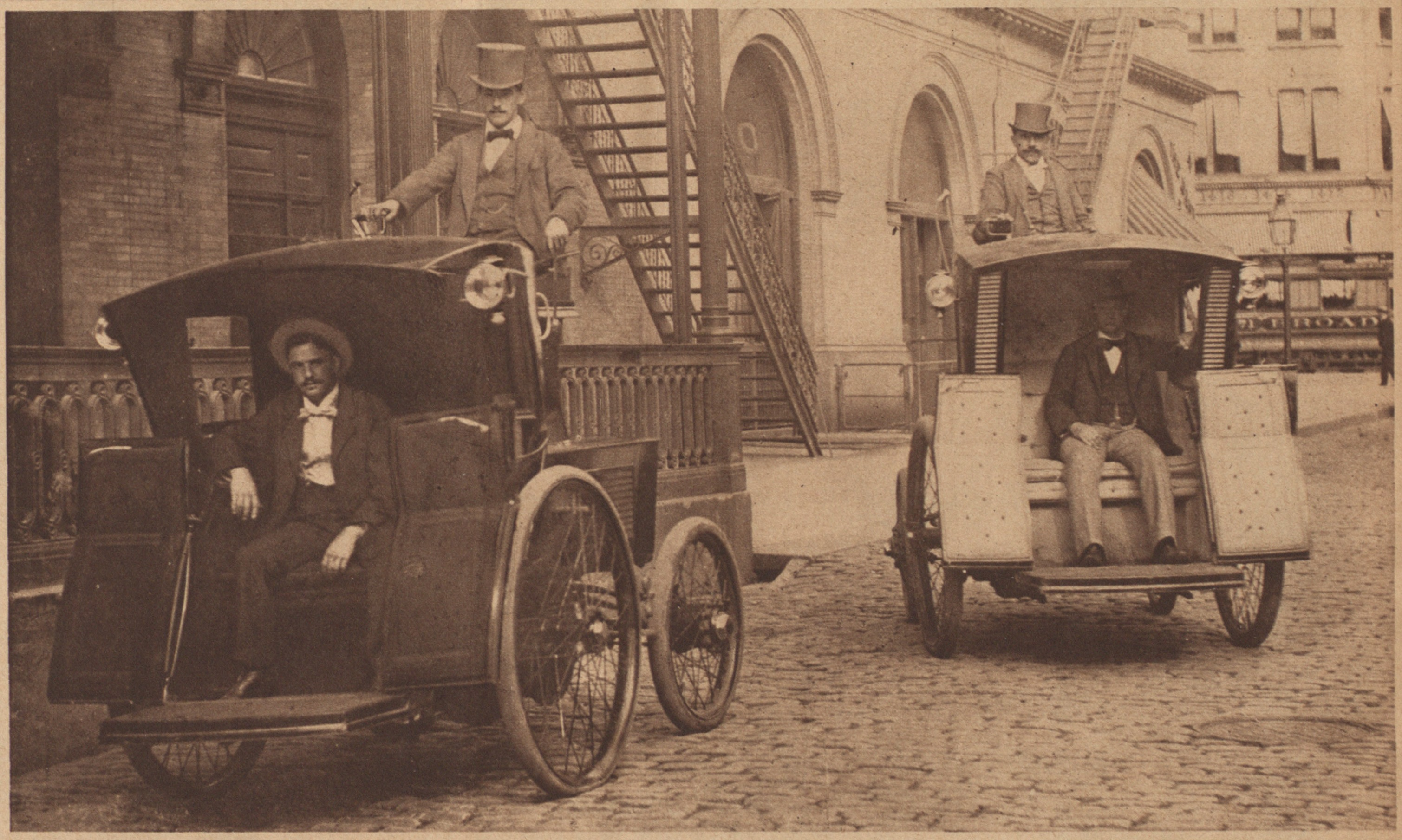
Deux taxis Electrobat à Manhattan en 1898.

La première compagnie de taxis à New York est l'Electric Carriage and Wagon Company, laquelle a commencé à exploiter douze cabs électriques en juillet 1897. L'entreprise continua son expansion jusqu'en 1898 avec l'exploitation de 62 cabs jusqu'à ce que celle-ci soit modifiée par ses financiers pour former l'Electric Vehicle Company (en). La société créera ensuite la voiture électrique Electrobat (en), et exploitera jusqu'à cent taxis en 1899.
L'année 1899 a également vu un certain nombre de premières pour l'Electric Vehicle Company : le 20 mai 1899, Jacob German, conduisant un taxi électrique, reçoit la première amende pour excès de vitesse aux États-Unis, et le 13 septembre, Henry Hale Bliss devient la première victime d'un accident automobile dans le pays quand il est heurté et tué par un taxi électrique alors qu'il descendait d'une voiture de tramway à Manhattan,.
Au début des années 1900, l'Electric Vehicle Company exploitait jusqu'à 1 000 taxis électriques dans les rues de New York jusqu'à ce qu'en janvier 1907, un incendie détruise 300 de ces véhicules, ce qui, conjointement avec la panique bancaire de 1907, causera l'effondrement de l'entreprise.

### Début des années 1900 - La Checker Cab

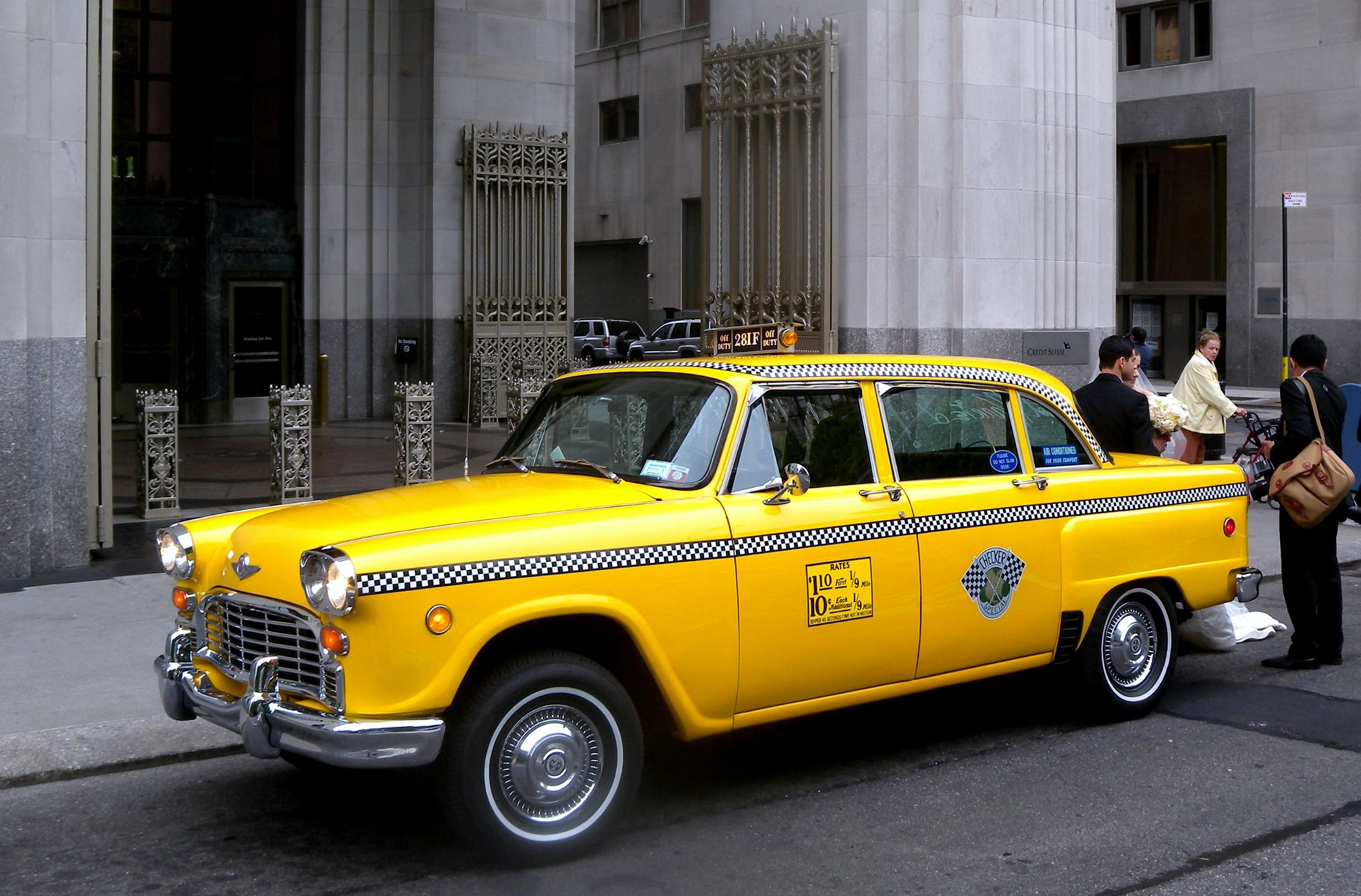
Un Checker Taxi.

En 1907, à la suite de l'effondrement de la Electric Vehicle Company, les cabs tirés par des chevaux sont redevenus un des principaux moyens de transport autour de New York. Au début de 1907 Harry N. Allen, furieux après avoir payé cinq dollars (113,66 $ en 2010) pour un voyage de 1,21 km, décide de lancer un service de taxi à New York et de faire payer au mile. 
Il importe 600 voitures à essence de France et crée la New York Taxicab Company ; 65 sont des Darracq. Les cabs étaient à l'origine peints en rouge et vert, mais Allen les repeint tous en jaune pour qu'ils soient visibles de loin. En 1908, la société  prend le nom de « New York Yellow Taxicab Company » et compte 700 véhicules.
En une décennie, plusieurs sociétés voient le jour et les taxis commencent à proliférer. Le tarif est de 50 cents par mile, un taux abordable seulement pour les  personnes relativement aisées.
Dans les années 1920, les industriels reconnaissent le potentiel du marché. Des constructeurs automobiles comme General Motors et Ford commencent à exploiter des parcs. Le fabricant avec le plus de succès est la Checker Motors Corporation (en). Fondée par Morris Markin, Checker Cabs produit les grand taxis jaunes et noirs qui deviendront l'un des symboles les plus reconnaissables de la vie urbaine du milieu du XXe siècle. Pendant de nombreuses années les Checker cabs seront les taxis les plus populaires à New York.

### 1930 - Introduction du système de «Medallion»
Au cours de la Grande Dépression, New York avait 30 000 chauffeurs de taxi. Avec plus de conducteurs que de passagers, les chauffeurs de taxi travaillent pendant de longues heures ; de plus, ils sont responsables de la maintenance des véhicules. Afin de gérer la situation, la ville envisage la création d'un monopole au niveau des taxis. Le plan sera abandonné après que le maire Jimmy Walker fût accusé d'avoir accepté un pot-de-vin de la Parmelee Company, la plus grande compagnie de taxis.
En 1937, le maire LaGuardia signe la loi Haas, qui introduit les licences de taxis officielles avec un système de « plaque » (Medallion), toujours en place aujourd'hui. La loi limite le nombre de licences à 16 900, mais, à la suite de la crise, le nombre diminuera fortement à 11 787, une limite qui perdurera jusqu'en 1996 quand la New York City Taxi & Limousine Commission en créera 133. Depuis, plus de licences ont été ajoutées au parc, pour un total actuel de 13 237 plaques.
Parce que le système de plaques restreint artificiellement le nombre de taxis, il a été critiqué comme un obstacle à l'entrée sur le marché ayant créé un marché de taxis illégaux dans les zones mal desservies par les taxis agréés. Le fait que le coût de location d'une plaque soit si élevé, le système peut diminuer les revenus des chauffeurs et augmenter les coûts pour les clients transportés. Certains analystes spécialisés dans les transports soutiennent que les villes qui n'entretiennent pas ce type de barrières législatives finissent avec une abondance de taxis mal entretenus. Ils disent qu'un système de plaques aide la ville à mieux réglementer les taxis et lui permet d'élever le niveau de tous les taxis.

### Les années 1980

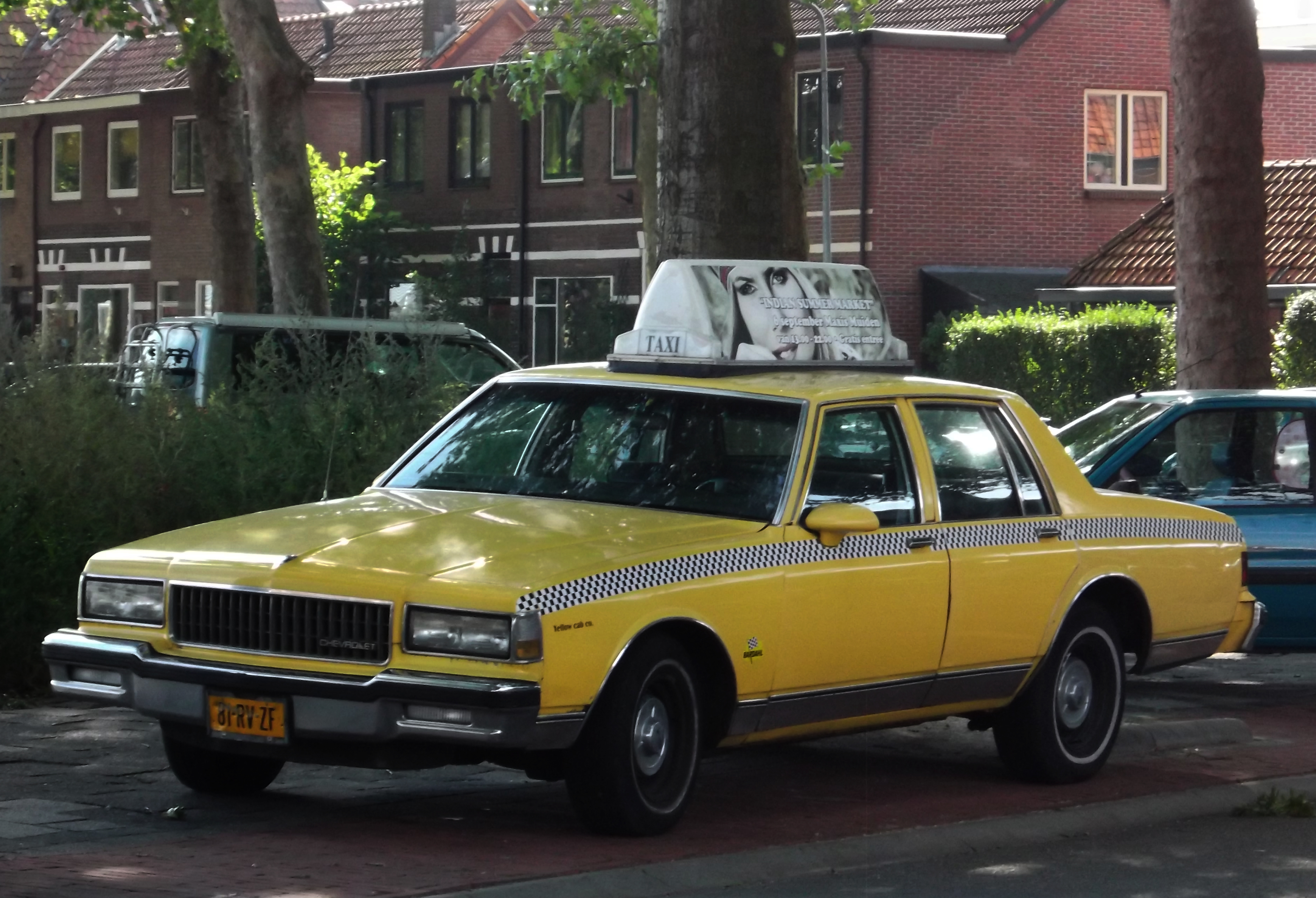
Une Chevrolet Caprice.

#### La tentative ratée de Peugeot
Depuis 1978, la marque française Peugeot tente de faire une entrée sur le continent américain. Cependant, cette marque de voiture française n'évoque pas grand chose aux Américains, qui sont très friand de grosse cylindrée américaine tel que Chevrolet, Ford ou Chrysler. Pourtant, les dirigeants de chez Peugeot sont certains de pouvoir intégrer ce marché. 
En 1981, Peugeot arrive à décrocher un contrat pour les taxis de New York. La presse française parle du « contrat du siècle » et l'équipe de chez Peugeot évoque pouvoir, grâce à cet accord, bénéficier d'une exposition extraordinaire à travers tout le pays. 1 200 Peugeot 505 diesel sont commandés, qui est un chiffre important pour la branche Peugeot USA mais une toute petite goutte d'eau pour le marché américain. Quelque mois plus tard, l'opération est un succès. La Peugeot 505 homologuée taxi a séduit 850 chauffeurs New-Yorkais. Le premier atout est la consommation : capable de parcourir 26 milles par gallon en ville, soit 40 km pour 3,8 L de gazole, la 505 est beaucoup plus économique à l'usage que ses concurrentes américaines, qui ne dépassent pas les 15 milles par gallon (24 km pour 3,8 L) ; soit une consommation approximative de 9 l/100 km contre 15 pour les berlines américaines.
Le succès est là, mais la Peugeot n'a pas que des qualités. Beaucoup de chauffeurs lui reprochent son tarif. A 13 000 $, le taxi 505 Diesel coûte 5 000 $ de plus que son homologue américain Chevrolet. Il faut plus d'un an pour espérer rentabiliser l'affaire, après avoir roulé 100 000 km. Mais pour ça, il faudrait que la voiture soit capable de les faire. Dès les premières pannes, une rumeur se répand parmi les chauffeurs new-yorkais. Le réseau Peugeot USA serait incapable de réparer les voitures rapidement, et les pièces détachées seraient horriblement chères. Les rues des New-York dans les années 1980 sont mal entretenue et très exigeantes pour la mécanique et le châssis. La Peugeot 505 n'est tout simplement pas adaptée pour résister aux rues de la ville, contrairement à la Chevrolet Caprice qui a été étudiée pour. La 505 avait également un autre point faible : sa taille. Les clients new-yorkais trouvaient ne pas avoir assez de place à l'arrière.
Rapidement, les ventes auprès des taxis chutent. La 505 ne deviendra jamais le taxi mythique de la ville comme les Checker ou les Crown Victoria. Entre-temps, les constructeurs américains ont réussi leur stratégie. En 1983, la législation anti-pollution se durcit, interdisant la vente de véhicules diesel. Peugeot tente de vendre des 505 essence, mais il est trop tard. Les Chevrolet Caprice ou Dodge Aspen jaunes envahissent à nouveau les rues. Plus personne n'a envie d'acheter de Peugeot. Après quelques années de survie, Peugeot quitte le marché américain en 1991.

### Les années 1990
Le Chevrolet Caprice NYC Taxi sort en 1996, mais la Ford Crown Victoria est la berline qui est la plus utilisée en taxi à New York. Les compagnies de taxi utilisent aussi des monospaces comme le Honda Odyssey, Isuzu Oasis, Chevrolet Venture, Ford Freestar et Toyota Sienna.

### Les années 2000
Entre les années 2000 et 2010, les Ford Escape, Toyota Prius, Lincoln Town Car, Volkswagen Jetta, Ford Transit Connect et Toyota  Camry ont peu à peu remplacé les anciens monospaces des années 1990.
En 2011, le Nissan NV200 est choisi pour remplacer progressivement près de 13 000 taxis jaunes, mais en juin 2018, seuls 1 671 taxis NV200 étaient en circulation dans les rues new-yorkaises.

### Origine de la couleur jaune
L'origine de cette couleur remonte à 1915, année durant laquelle l'entrepreneur John Daniel Hertz (1879-1961) fonda une société de gestion de parc de taxis à Chicago, la Yellow Cab Company, qu'il implanta par la suite dans les principales villes américaines, dont New York.
John D. Hertz fait le choix du jaune pour ses taxis à la suite de la lecture d'une étude de l'université de Chicago, avançant que cette couleur serait la plus visible de loin. Une loi votée en 1967 imposera à tous les Medallion taxis, nom donné aux taxis agréés, une carrosserie de couleur jaune.

## Galerie

Différents types de taxis new-yorkais
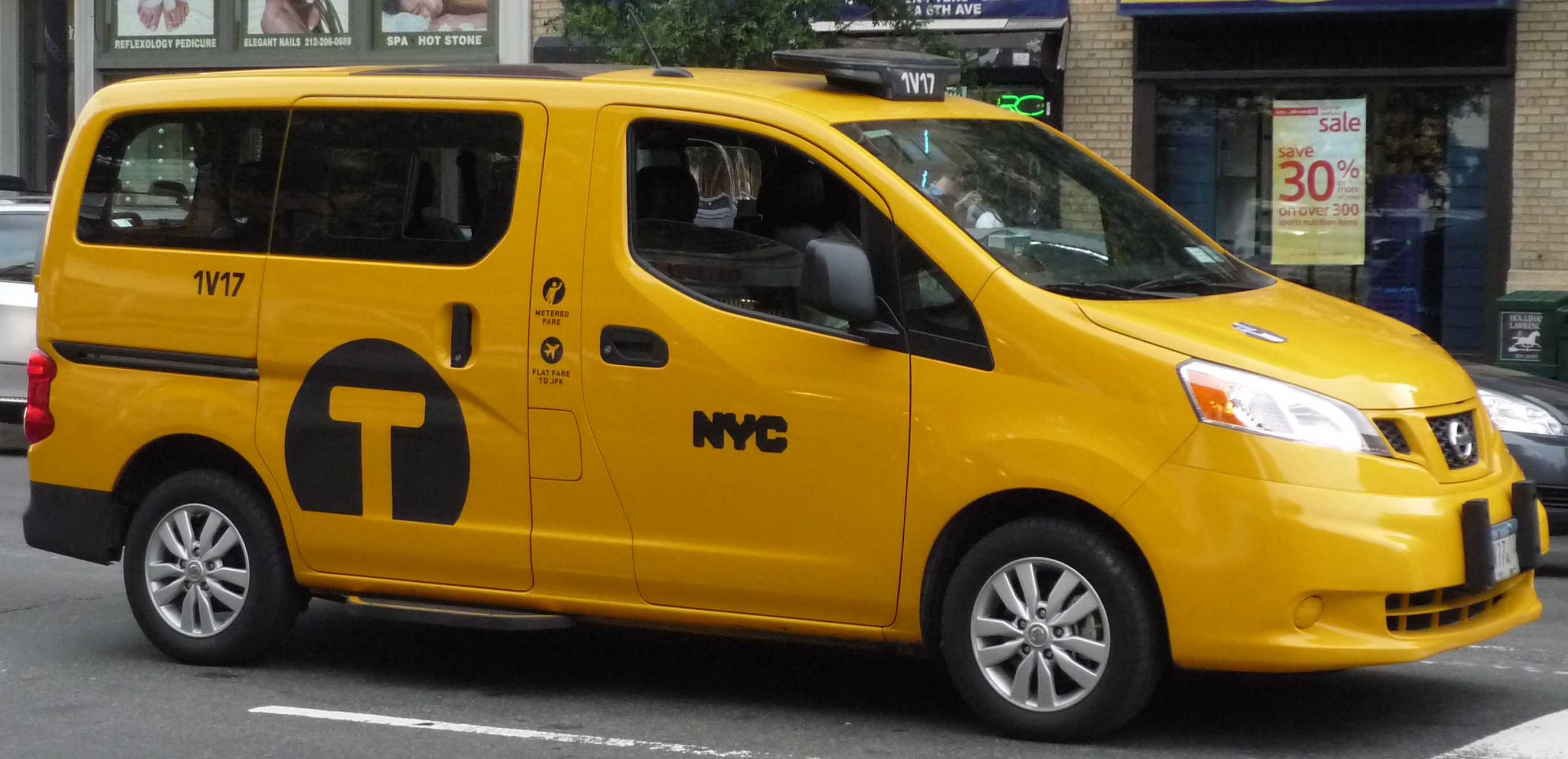
Un taxi Nissan NV200.
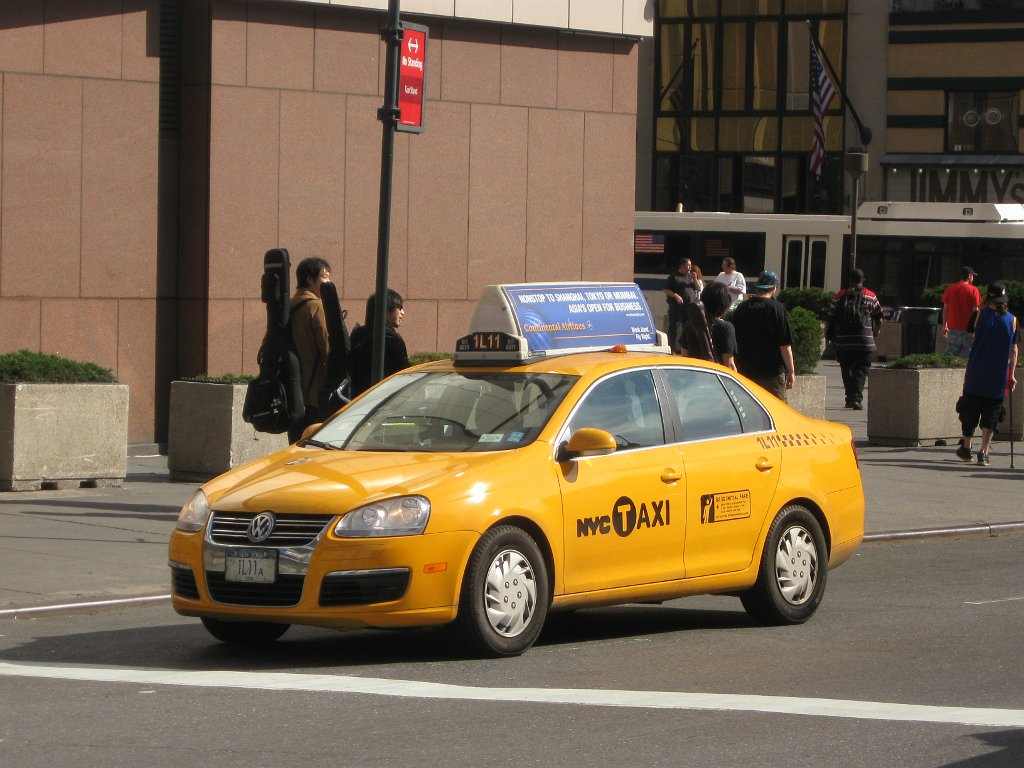
Un taxi Volkswagen Jetta TDI.
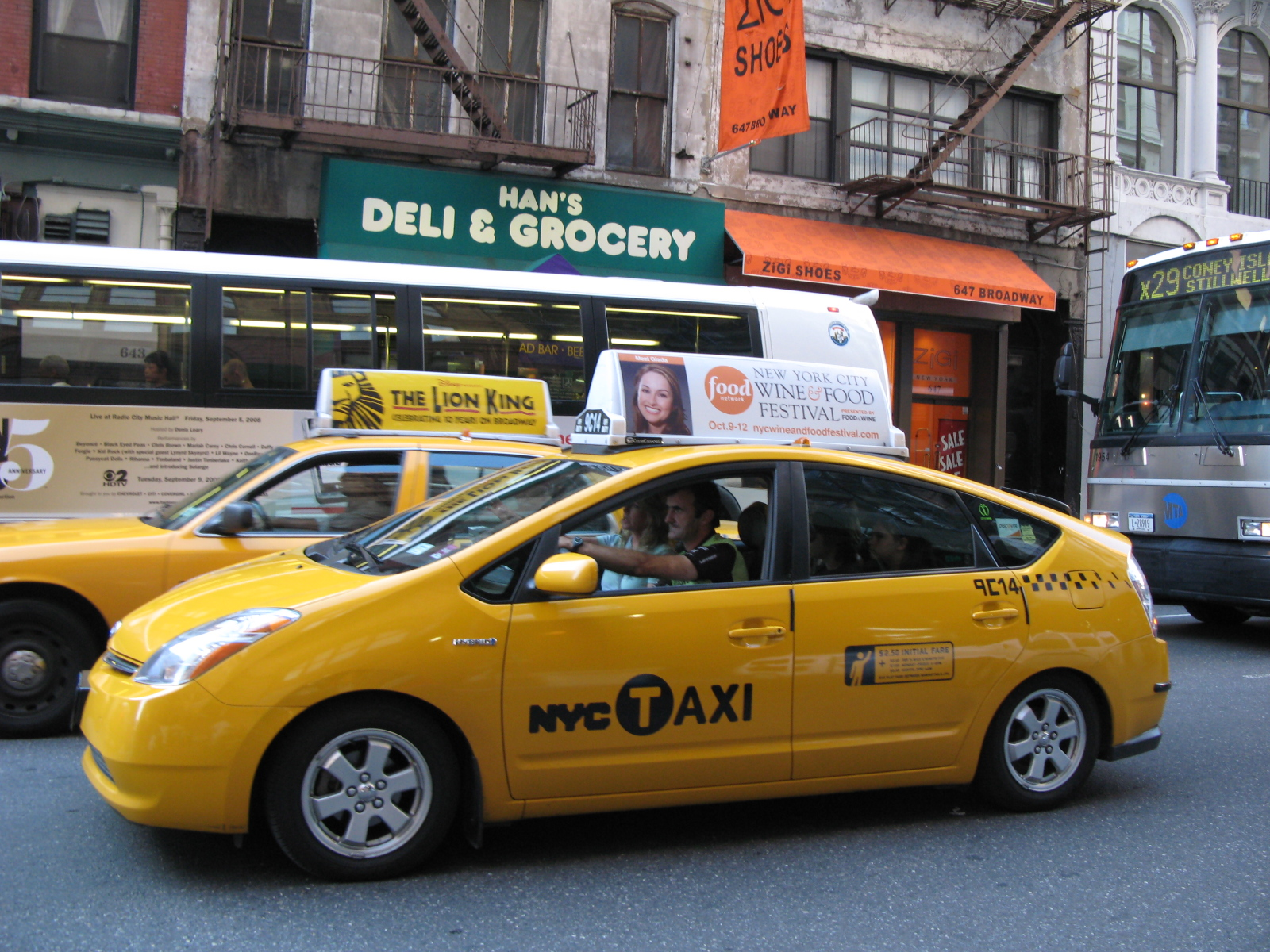
Une Toyota Prius hybride.
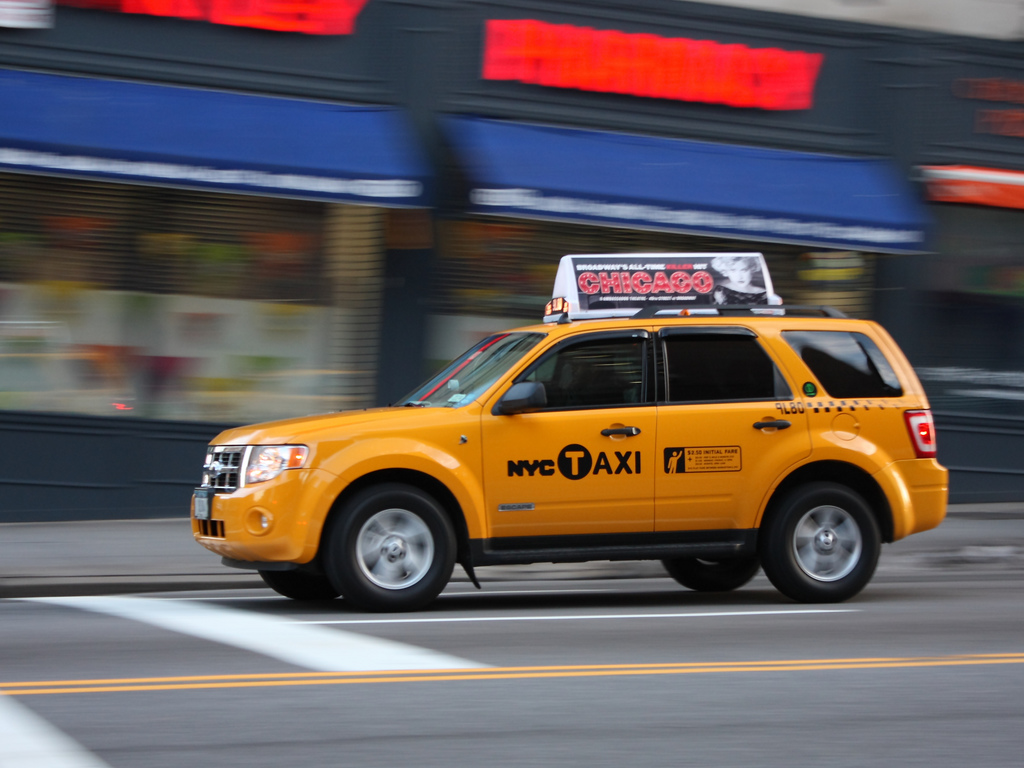
Ford Escape hybride.